# Hippodrome de la Trésorerie
L'hippodrome de la Trésorerie se situe à Lisieux dans le Calvados.
C'est un hippodrome ouvert au galop et au trot avec une piste de galop de 1 520 m en herbe avec corde à droite et une piste de trot de 1 248 m en sable avec corde à droite.
Il accueille chaque année 3 journées de courses au galop au printemps et 10 journées de courses au trot entre mi-mars et début novembre. Le 13 juillet, veille de fête nationale, une soirée de courses y est traditionnellement organisée suivie d'un feu d'artifice.
Les bâtiments de l'hippodrome ont été réhabilités et modernisés en 2012-2013. 